# Lanová dráha Wengen–Männlichen

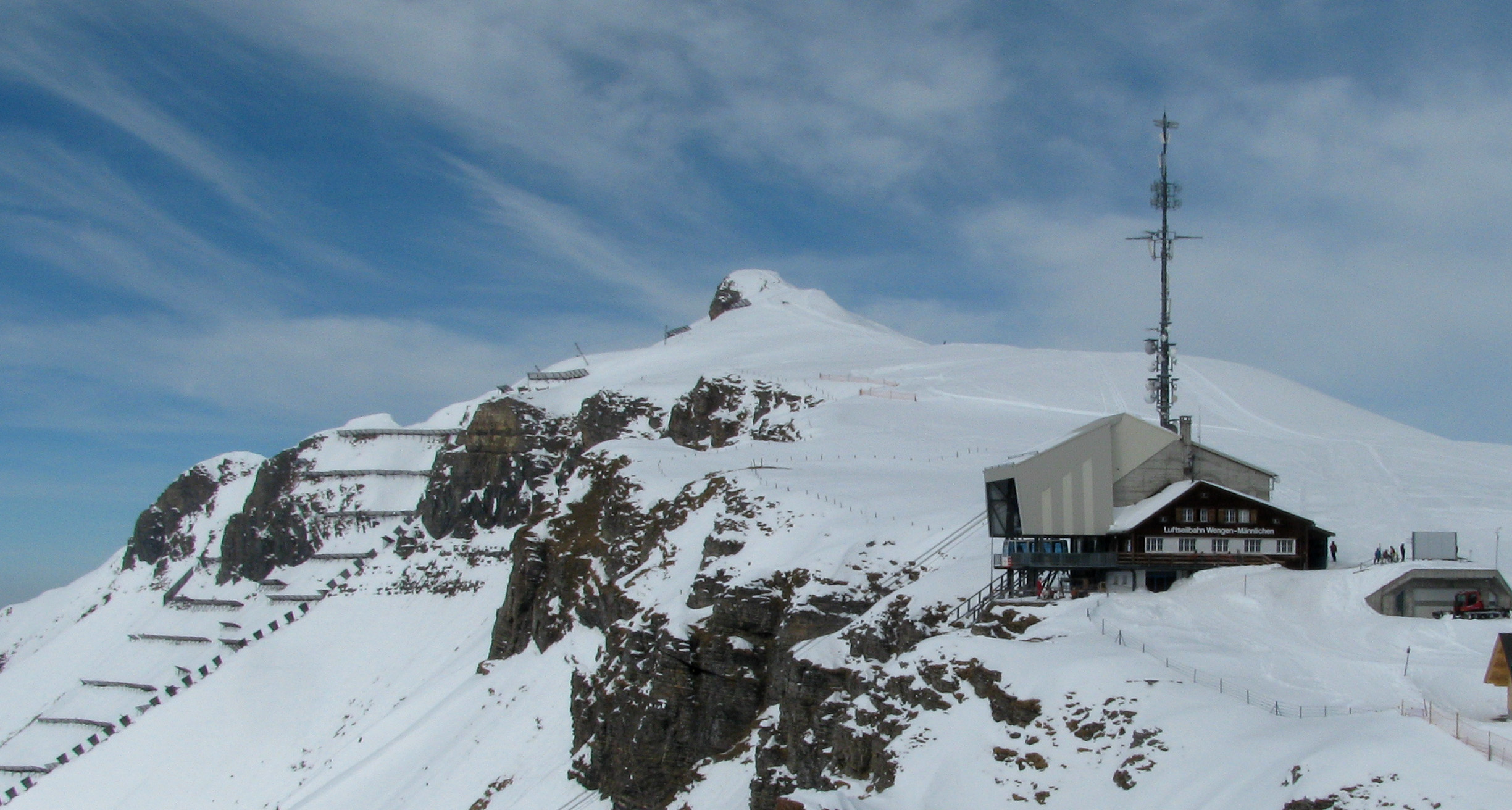
Horní stanice Männlichen

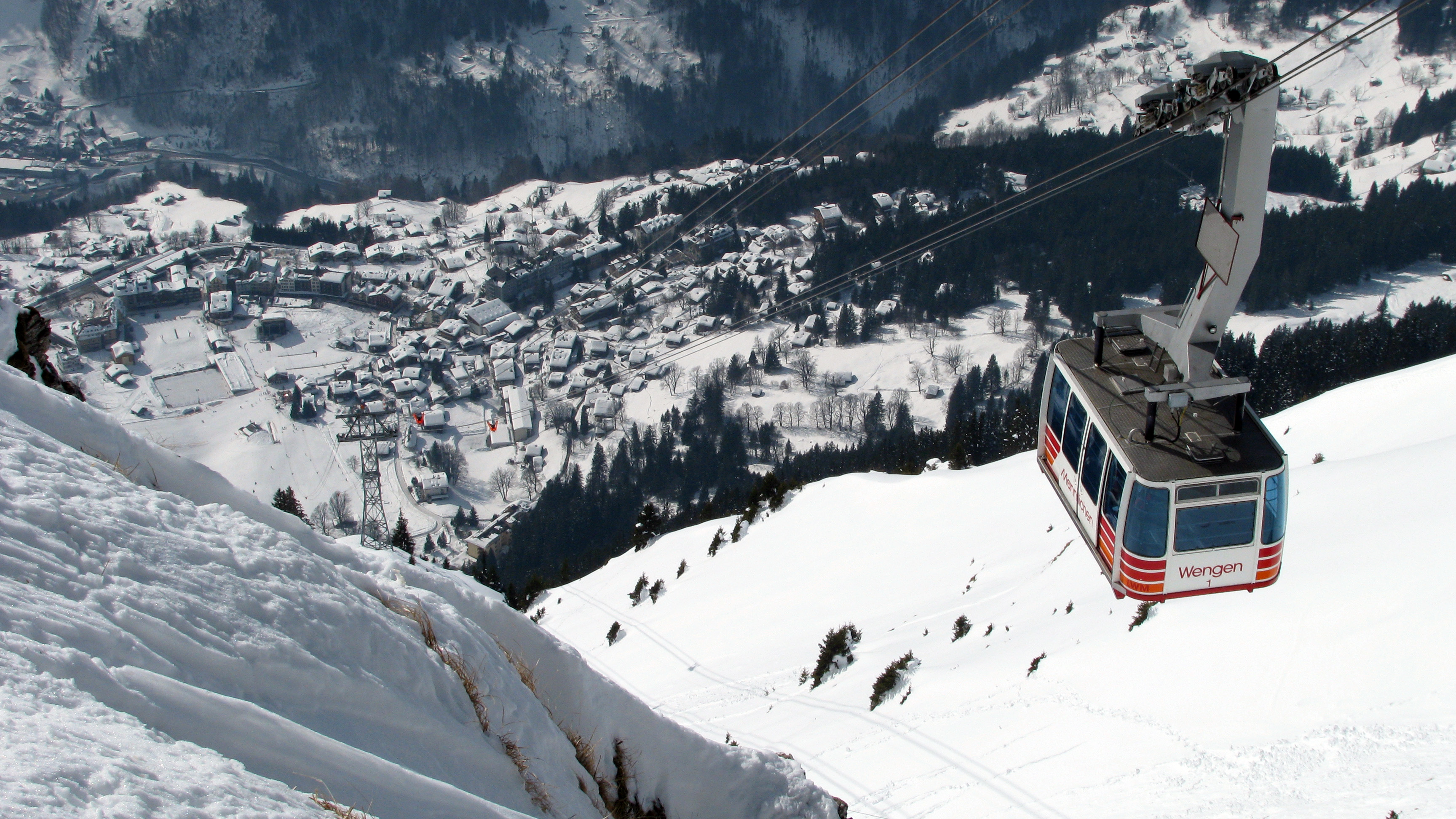
Kabina nad údolím

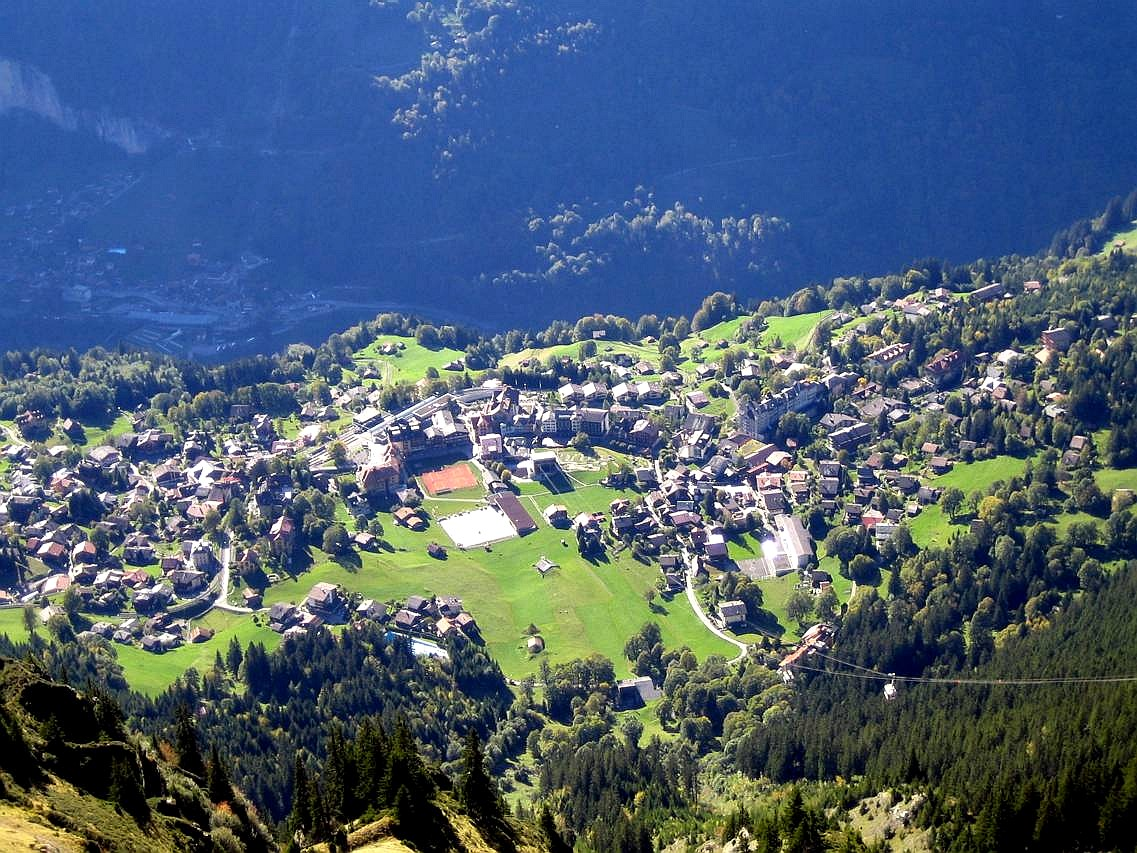
Pohled na Wengen podél tratě lanovky v létě …

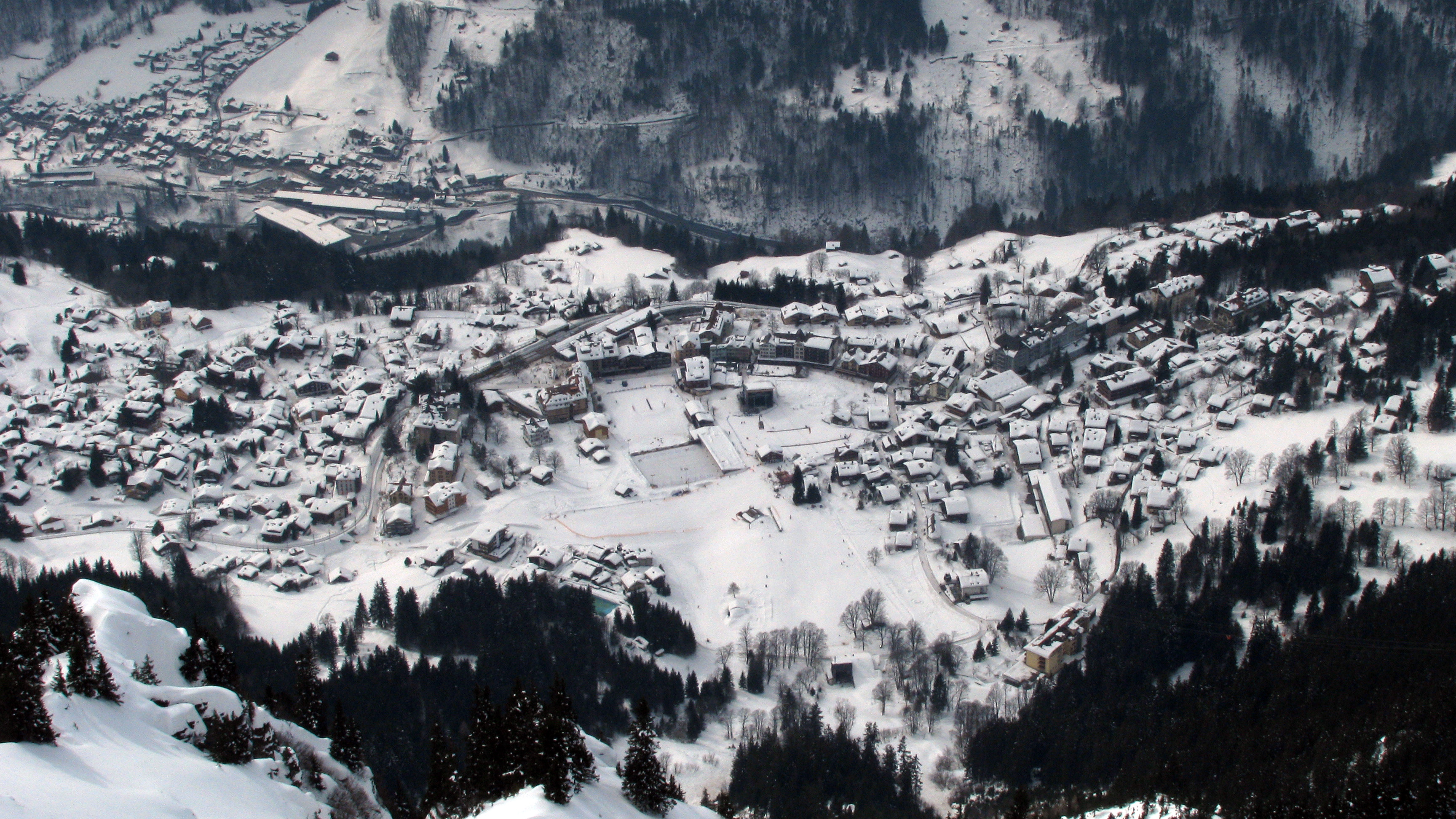
…... a v zimě

Lanová dráha Wengen-Männlichen je kabinová lanová dráha spojující obec Wengen a sedlo pod vrcholem Männlichen ve Švýcarsku, kantonu Bern. Provozovatelem je společnost Luftseilbahn Wengen-Männlichen, AG.
Napojení na okolní dopravu:

- pěšky 4 minuty od horní stanice Männlichen lanovky / Gondelbahn Grindelwald-Männlichen
- pěšky 3 minuty od železniční stanice ve Wengenu / Wengernalpbahn

## Historie
Mimo běžného provozu a úprav postihla lanovku během noci z 22. na 23. února 1999 událost, kdy byla dolní stanice zasažena lavinou, která mimo jiné s sebou smetla kamení a stromy. Dolní stanice byla zavalena 10 metry sněhu, kamení a trosek. Švýcarský odbor pro přírodní rizika pro kanton Bern rozhodl o ukončení provozu dolní stanice. Výbor ve Wengenu dne 14. dubna 1999 rozhodl, že provoz lanovky bude obnoven s tím, že dolní stanice bude přemístěna mimo lavinový svah. Velmi rychle byly vypracovány plány na stavbu a tato byla dokončena koncem listopadu, od prosince byla lanovka opět v provozu.
Lanovka je využívána v letních měsících k turistice, v zimě lyžaři i turisty.
| rok  | událost                                            | poznámka                                    |
| ---- | -------------------------------------------------- | ------------------------------------------- |
| 1949 | ustavení komise ve Wengenu pro lanovou dráhu       |                                             |
| 1953 | zahájení stavby                                    |                                             |
| 1954 | dokončení stavby                                   |                                             |
| 1954 | uvedení do provozu (22. července)                  | kabiny pro 40 osob                          |
| 1962 | rozšíření dolní stanice                            |                                             |
| 1963 | výměna kabin pro 50 osob                           |                                             |
| 1973 | výměna hnacího motoru za 425 HP                    | zvýšení kapacity přepravy o 12%             |
| 1992 | výměna dalšího motoru                              | doba jízdy snížena z 6-7 minut na 4-5 minut |
| 1992 | výměna kabin pro 80 osob (26. srpna)               |                                             |
| 1999 | pád sněhové laviny, sesuv půdy (noc 22.-23. února) |                                             |
| 1999 | rozhodnutí o přemístění dolní stanice (14. dubna)  |                                             |
| 1999 | zprovoznění nové dolní stanice (prosinec)          |                                             |

## Parametry
| parametr                  | jednotka | hodnota      |
| ------------------------- | -------- | ------------ |
| systém                    |          | Garaventa AG |
| typ:                      |          | neuvedeno    |
| provoz:                   |          | kyvadlový    |
| počet kabin:              |          | 2            |
| počet osob:               |          | 2× 80        |
| kapacita:                 | os./hod. | 860          |
| dolní stanice:            | m n. m.  | 1.282,5      |
| horní stanice:            | m n. m.  | 2.229,9      |
| převýšení:                | m        | 947,5        |
| průměrný sklon:           | %        | 70.8         |
| maximální sklon:          | %        | 96.9         |
| lanová délka:             | m        | 1.656,9      |
| rychlost:                 | m/s      | 10           |
| výkon hl. motoru:         | HP       | 425          |
| výkon. zálož. mot.:       | HP       | neuvedeno    |
| nosná lana:               | Ø mm     | neuvedeno    |
| tažné lano:               | Ø mm     | neuvedeno    |
| proti lano:               | Ø mm     | neuvedeno    |
| počet stožárů:            |          | neuvedeno    |
| výška stožáru:            | m        | neuvedeno    |
| zatížení lana nad údolím: | t        | neuvedeno    |
| zatížení lana na vrcholu: | t        | neuvedeno    |